# Christopher Katongo
Christopher Katongo, född 31 augusti 1982, är en zambisk före detta fotbollsspelare som spelade som anfallare. Han har vunnit Afrikanska mästerskapet och vann BBC:s pris till Årets afrikanska fotbollsspelare 2012, med 40% av rösterna.
Hans yngre bror, Felix, är även landslagsspelare för Zambia.

## Klubbkarriär
Katongo spelade för Butondo West Tigers och Kalulushi Modern Stars innan han gick till Green Buffaloes 2001. Under tiden i Buffaloes gjorde Katongo fyra mål i samma match två gånger i CAF Confederation Cup-matcher. Katongo gick 2004 till sydafrikanska Jomo Cosmos. I januari 2007 gick han till danska Brøndby. I augusti 2008 bytte Katongo återigen klubb, denna gång till tyska Arminia Bielefeld. I juli 2010 gick han till grekiska Skoda Xanthi.
I juli 2011 skrev Katongo på ett 2,5-årskontrakt med Chinese Super League-klubben Henan Construction. Han gjorde sin debut i Super League den 10 juli i en 0–0-match mot Changchun Yatai. Hans första mål för klubben kom i en 2–1-bortaförlust mot Dalian Shide den 10 september 2011. Under säsongen 2011 gjorde Katongo två mål under 16 ligamatcher.

## Landslagskarriär
Katongo gjorde sin landslagsdebut för Zambia 2003, och efter ha gjort ett hattrick mot Sydafrika i september 2007, blev Katongo befordrad i Zambiska armén från korpral till furir.
Katongo har även spelat VM-kvalmatcher.
Katongo blev utnämnd till Turneringens spelare vid Afrikanska mästerskapet 2012, där han var kapten för det vinnande laget som slog Elfenbenskusten med 8–7 på straffar efter en mållös match och där han slog den första straffen själv.
Han var uttagen i Zambias 23-mannatrupp till Afrikanska mästerskapet 2013.

## Meriter

### Klubblag
Coca-Cola Cup
- 2005

Danska cupen
- 2007–08

### Landslag
Zambia
- Afrikanska mästerskapet: 2012

Individuella meriter
- BBC African Footballer of the Year: 2012